# سدریک بورده
سدریک بورده (فرانسوی: Cédric Burdet‎؛ زادهٔ ۱۵ نوامبر ۱۹۷۴) بازیکن هندبال اهل فرانسه است.
وی همچنین برندهٔ جوایزی همچون لژیون دونور (شوالیه) شده‌است.